# 人文大学
人文大学（じんぶんだいがく、モンゴル語: Хүмүүнлэгийн Ухааны Их Сургууль [Khümüünlegiin Ukhaany Ikh Surguuli]「人文科学大学」）は、モンゴル国の首都・ウランバートルにある独立行政法人の総合大学、大学院を併設。

## 概要
社会科学部（情報管理学科・観光学科・心理学科）と外国語学部（ロシア語学科・英語学科・フランス語学科・ドイツ語学科・日本語学科・韓国語学科・中国語学科）がある。
日本の宇都宮大学と提携関係にあり、教授や学生の交換を行っている。

## 沿革
1979年、国立ロシア語大学として開学。1990年、社会主義政権崩壊と共に、外国語学部をロシア語以外にも拡充し、1999年には社会科学部を開設、総合大学に発展する。2006年より、独立行政法人化。